# Inigo Jones
Pour les articles homonymes, voir Jones.
 Inigo Jones est un architecte anglais, né peu avant le 15 juillet 1573 (date de son baptême) à Smithfield près de Londres où il est mort le 21 juin 1652. Il est considéré comme le premier des grands architectes classiques anglais. Ce maître de cérémonies auprès des rois Stuart a importé du continent la discipline de l'architecture de la Renaissance italienne, en particulier l'architecture palladienne, et s'est également illustré dans la scénographie.

## Biographie
Inigo Jones est né à Smithfield, dans les environs de Londres vers 1573 ; on ne connaît précisément que sa date de baptême : le 15 juillet 1573. Fils d'un ouvrier tailleur catholique gallois, il porte comme son père le prénom rare en anglais d'Inigo, dérivé d’Íñigo », prénom espagnol d’Ignace de Loyola, fondateur en 1539 des Jésuites. On sait peu de chose sur sa jeunesse : il étudie et obtient ses diplômes en Angleterre, et se montre particulièrement doué pour les arts décoratifs.

### Séjours en France et en Italie
Le jeune maître décorateur séjourne à plusieurs reprises en France entre 1598 et 1614, mais il est aussi présent en Italie entre 1597 et 1603 où il s'initie à l'art du dessin d’architecture, revenant notamment à Venise et à Vicence en 1606 et 1613-1614. Il étudie les ouvrages de Serlio, Vignole, Fontana, Labaco, Philibert Delorme, visite Rome, Vicence (haut lieu de l’architecture palladienne), Venise, Florence et Sienne. Il revient en Angleterre, puis retourne à Venise en 1606 avec Lord Arundel ; il y rencontre l’ambassadeur Sir Henry Wotton. Wotton procure à Jones un exemplaire de l’édition de 1570 des Quattro Libri dell’architectura d'Andrea Palladio. Entre 1613 et 1614, Jones fait un séjour à Venise durant lequel il rencontre Vincenzo Scamozzi, disciple d'Andrea Palladio. Il lui acheta une partie des dessins du maître. Rentré en Angleterre, il s'en inspira pour construire la Queen's House (1617) à Greenwich et la Maison des banquets (Banqueting House en anglais) (1619) à Londres.

### Architecture et scénographie à Londres
De retour en Grande-Bretagne, Jones est nommé par le roi Jacques Ier d'Angleterre « surveyor of the King works ». Véritable maître des cérémonies de la cour royale, il réalise en particulier avec l'auteur dramatique Ben Jonson une série de divertissements de cour dénommés Masques. Inigo Jones réalise les dessins des costumes, des décors et met au point les effets spéciaux. Cette collaboration a un grand succès à la cour. Inigo Jones et Ben Jonson se brouilleront et Ben Jonson réalisera plusieurs portraits satiriques de Jones dans ses pièces. On y retrouvera Inigo Jones sous les traits du « Général Vitruvius ».
En 1620, à l'instigation du roi Jacques Ier, Jones réalise une étude sur Stonehenge, qu'il mesure, dessine, et il avance une théorie fondée sur la géométrie d’un temple toscan archaïque, aujourd'hui abandonnée, mais intéressante du point de vue historiographique.
Comme Philibert Delorme et Palladio, il restaure dans la langue anglaise l’usage du titre d’architecte qu’il s’attribue pour le service du Roi. Avec Henry Wotton, il travaille à l’édition du « Vitruvius Britanicus », traduction anglaise du De architectura de Vitruve. Jones ne se sépare jamais de ses Quattro Libri dell’architectura de Palladio, qu’il annote et complète sans cesse ; cet ouvrage annoté est conservé à la bibliothèque du Worcester College d'Oxford.

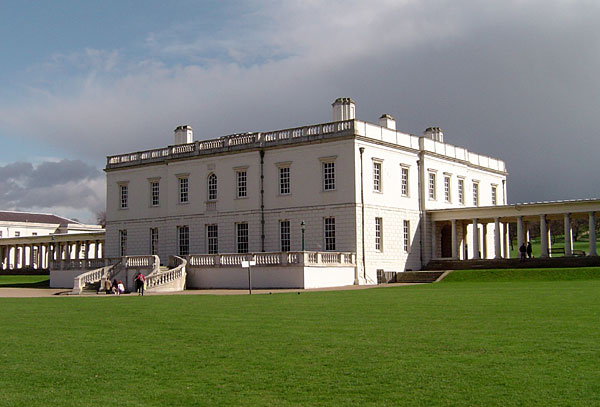
La Queen's House, à Greenwich

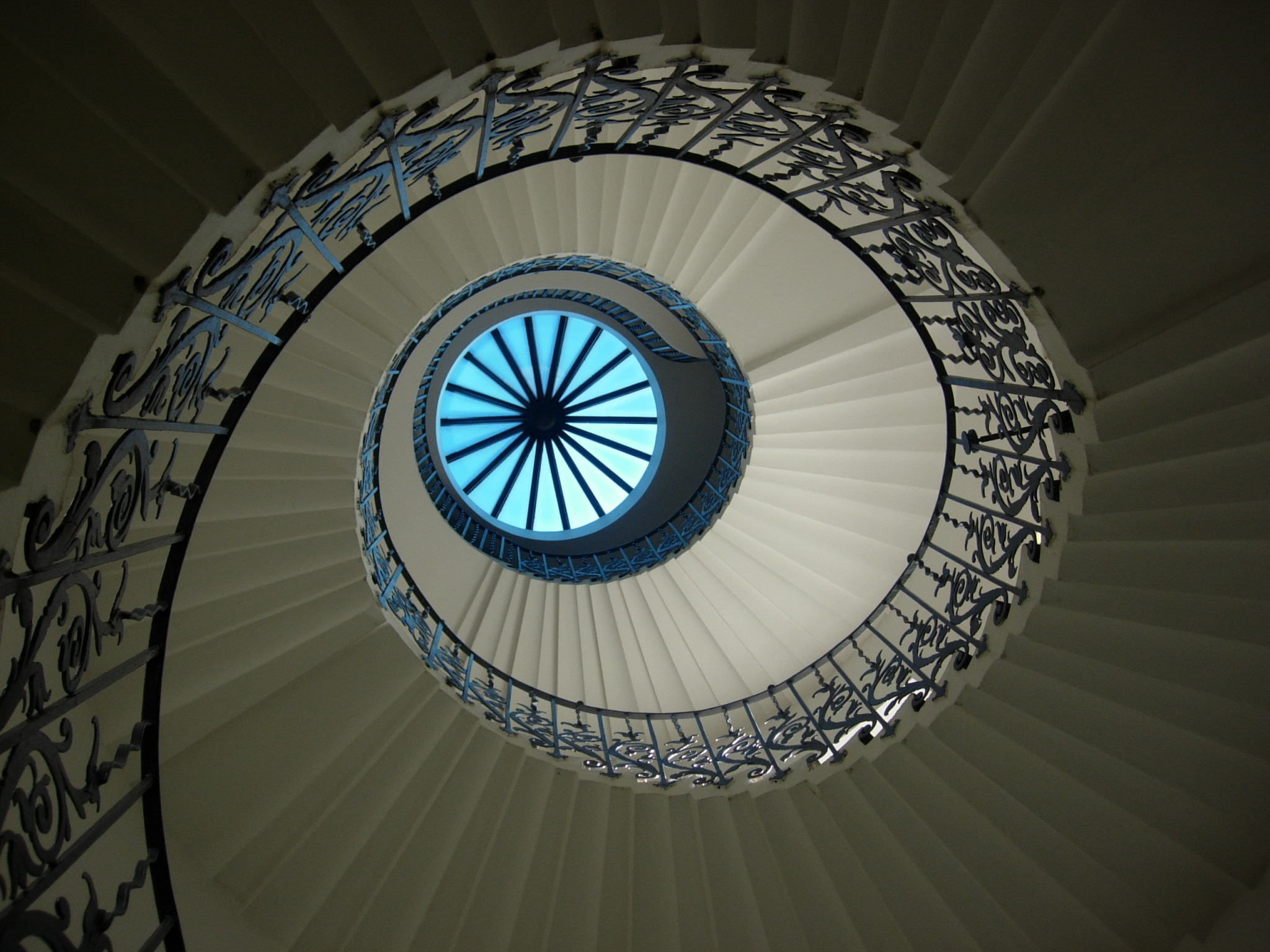
Escalier de la Queen's House, à Greenwich

En 1625, il réalise pour la venue d'Henriette-Marie de France, épouse du roi Charles Ier d'Angleterre, une chapelle catholique qui lui vaut des remontrances des puritains protestants anglais. En 1642, la révolution anglaise met brutalement fin à la carrière architecturale d'Inigo Jones. Ses successeurs au poste de "Surveyor of the king's works" seront John Denham puis, en 1669, Sir Christopher Wren.
Inigo Jones mourut à Somerset House en Londres, et fut enterré dans l'église de St Benet's, Paul's Wharf (en) dans la Cité de Londres.

## Réalisations
- Queen's House de Greenwich
- Maison des banquets (Banqueting House en anglais) de Whitehall et divers modifications au Palais de Whitehall
- Urbanisme de Covent Garden et église Saint-Paul, dite Eglise des acteurs
- Chapelle et extension de la Somerset House

## Portraits parAntoine van Dyck
- Portrait d'Inigo Jones, Musée de l'Ermitage, Saint-Pétersbourg[2].
- Inigo Jones, Portrait Gallery, Londres
- Tableau de 1636 dont la localisation est inconnue, reproduit par William Hogarth en 1758. Cité par John Peacock[3], Southampton City Art Gallery[4]
- Portrait d'Inigo Jones, gravé par Felice Polanzani d'après Antoine van Dyck, Istituto Nazionale per la Grafica, Rome

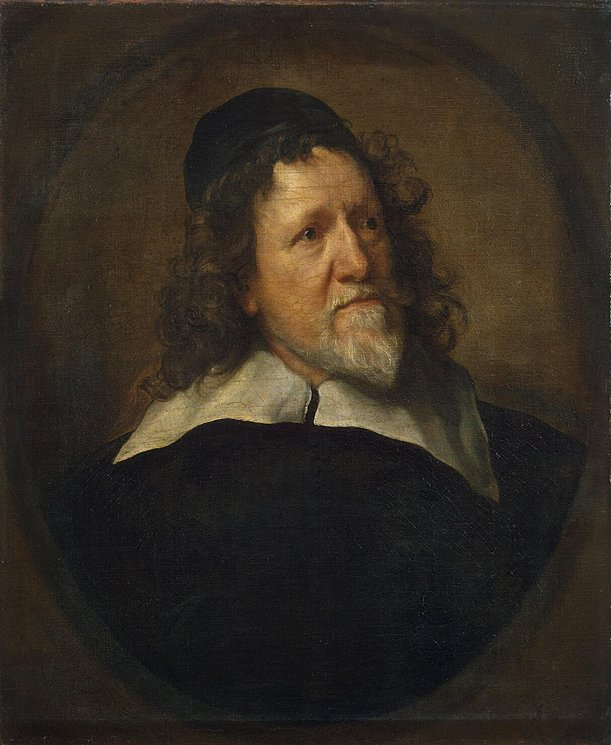
Inigo Jones St Petersbourg
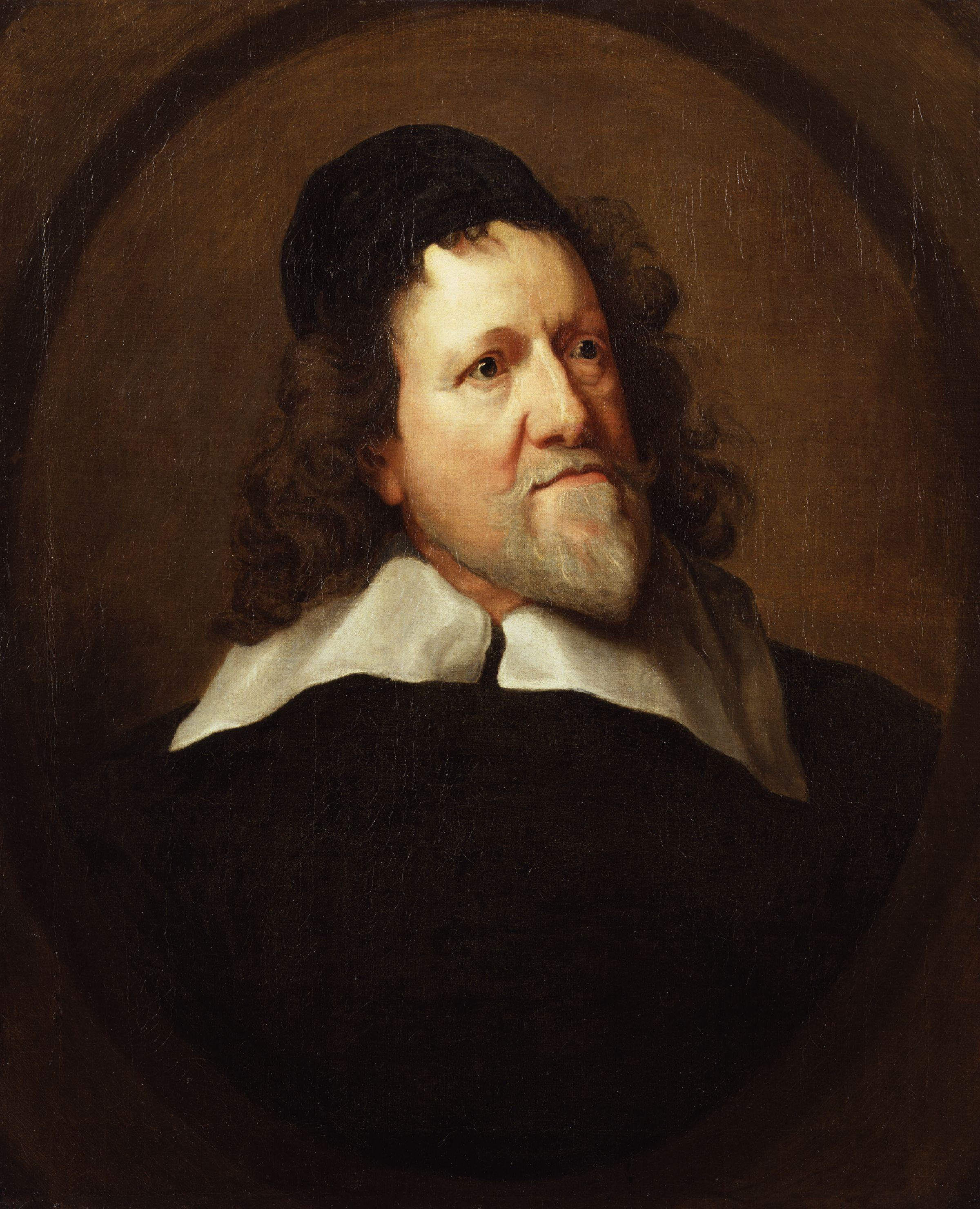
Inigo Jones Portrait Gallery, Londres
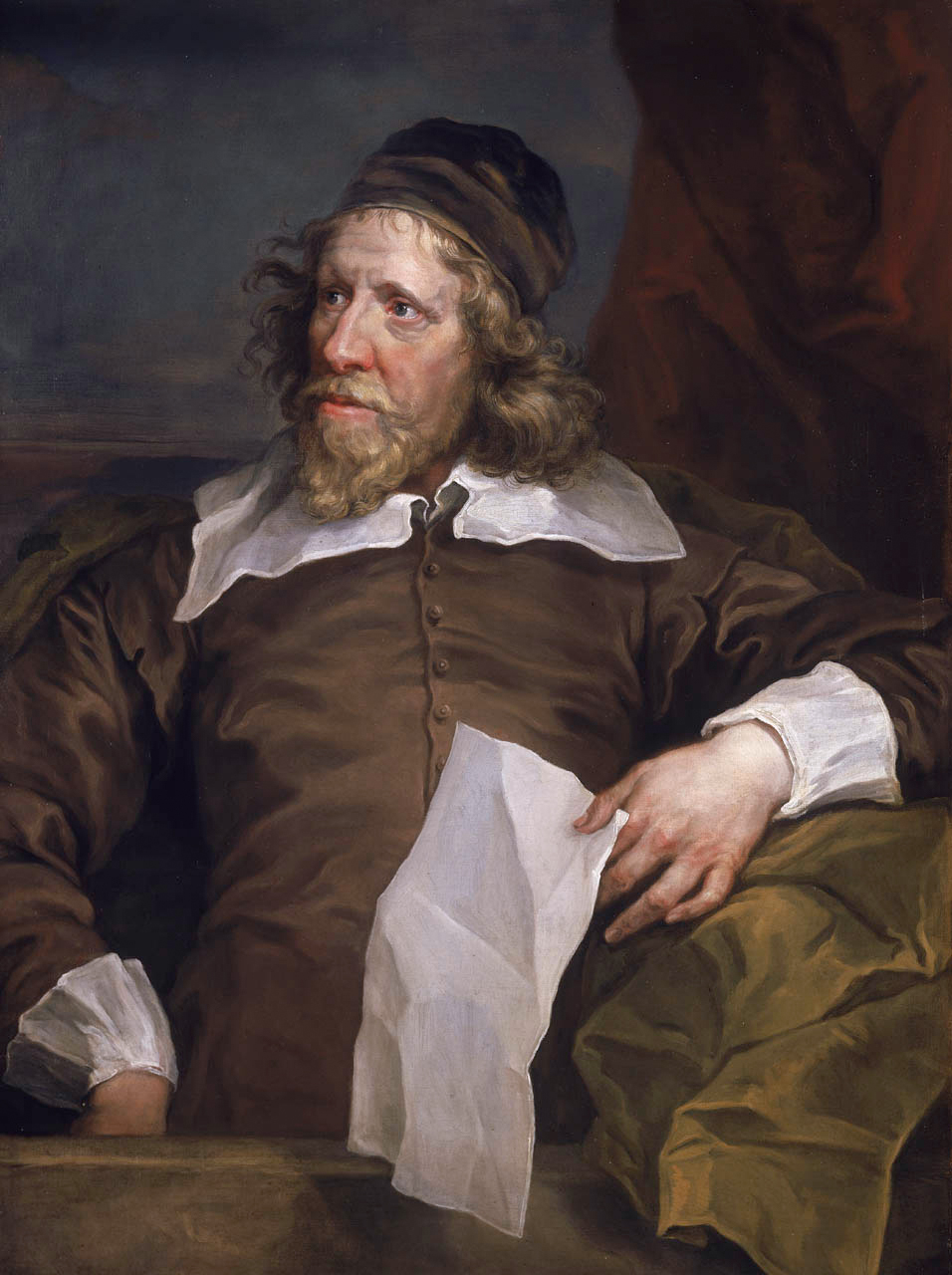
Inigo Jones en 1636 d'après Van Dyck